# The Colour and the Shape
The Colour and the Shape – drugi studyjny album amerykańskiego zespołu rockowego Foo Fighters, wydany 20 maja 1997. Album uzyskał status złotej płyty w Wielkiej Brytanii oraz platynowej płyty w Stanach Zjednoczonych, Australii i Kanadzie.

## Lista utworów
1. "Doll" – 1:23
2. "Monkey Wrench" – 3:51
3. "Hey, Johnny Park!" – 4:08
4. "My Poor Brain" – 3:33
5. "Wind Up" – 2:32
6. "Up in Arms" – 2:15
7. "My Hero" – 4:20
8. "See You" – 2:26
9. "Enough Space" – 2:37
10. "February Stars" – 4:49
11. "Everlong" – 4:10
12. "Walking After You" – 5:03
13. "New Way Home" – 5:40

## Skład
- Dave Grohl – wokal, gitara elektryczna, perkusja
- Pat Smear – gitara elektryczna, wokal wspierający
- Nate Mendel – gitara basowa, wokal wspierający

## Listy przebojów
| Lista przebojów (1997)                        | Pozycja |
| --------------------------------------------- | ------- |
| UK Albums Chart                               | 3       |
| Canadian Albums Chart                         | 8       |
| Billboard 200                                 | 10      |
| RIANZ                                         | 10      |
| Sverigetopplistan                             | 10      |
| Finland Albums Chart                          | 12      |
| Ö3 Austria Top 40                             | 19      |
| VG-Lista                                      | 20      |
| Syndicat national de l'édition phonographique | 24      |
| Media Control Charts                          | 41      |
| Schweizer Hitparade                           | 50      |